# Milltown (Indiana)
Pour les articles homonymes, voir Milltown.
Milltown est une municipalité située dans les comtés de Crawford et de Harrison, dans l’État de l'Indiana, aux États-Unis. Lors du recensement de 2020, elle comptait 790 habitants.